# Momeras
Momeras (en francès Momères) és un municipi francès situat al departament dels Alts Pirineus i a la regió d'Occitània.

## Demografia
| 1962                                       | 1968 | 1975 | 1982 | 1990 | 1999 | 2007 |
| ------------------------------------------ | ---- | ---- | ---- | ---- | ---- | ---- |
| 392                                        | 471  | 510  | 517  | 535  | 589  | 649  |
| Des de 1962: població sense dobles comptes |      |      |      |      |      |      |

## Administració
| Període | Identitat        | Partit |
| ------- | ---------------- | ------ |
| 2008-   | Jean-Marie Tapie |        |